# Granchain
Granchain (bis 2008 offiziell Grandchain) ist eine Ortschaft und eine Commune déléguée in der französischen Gemeinde Mesnil-en-Ouche mit 215 Einwohnern (Stand 1. Januar 2022) im Département Eure in der Region Normandie (vor 2016 Haute-Normandie). 
Mit Wirkung vom 1. Januar 2016 wurden sechzehn zuvor selbstständige Gemeinden aus dem ehemaligen Kanton Beaumesnil zu einer Commune nouvelle mit dem Namen Mesnil-en-Ouche zusammengelegt. Es waren dies: Ajou, La Barre-en-Ouche, Beaumesnil, Bosc-Renoult-en-Ouche, Épinay, Gisay-la-Coudre, Gouttières, Granchain, Jonquerets-de-Livet, Landepéreuse, La Roussière, Saint-Aubin-des-Hayes, Saint-Aubin-le-Guichard, Sainte-Marguerite-en-Ouche, Saint-Pierre-du-Mesnil und Thevray. Die Gemeinde Granchain gehörte zum Arrondissement Bernay und zum Kanton Bernay.

## Geografie
Granchain liegt in Nordfrankreich in der Landschaft Pays d’Ouche am Südwestrand des Départements Eure.

## Bevölkerungsentwicklung
| Jahr                       | 1962 | 1968 | 1975 | 1982 | 1990 | 1999 | 2006 | 2013 |
| Einwohner                  | 158  | 157  | 176  | 157  | 181  | 225  | 241  | 210  |
| Quellen: Cassini und INSEE |      |      |      |      |      |      |      |      |

## Sehenswürdigkeiten

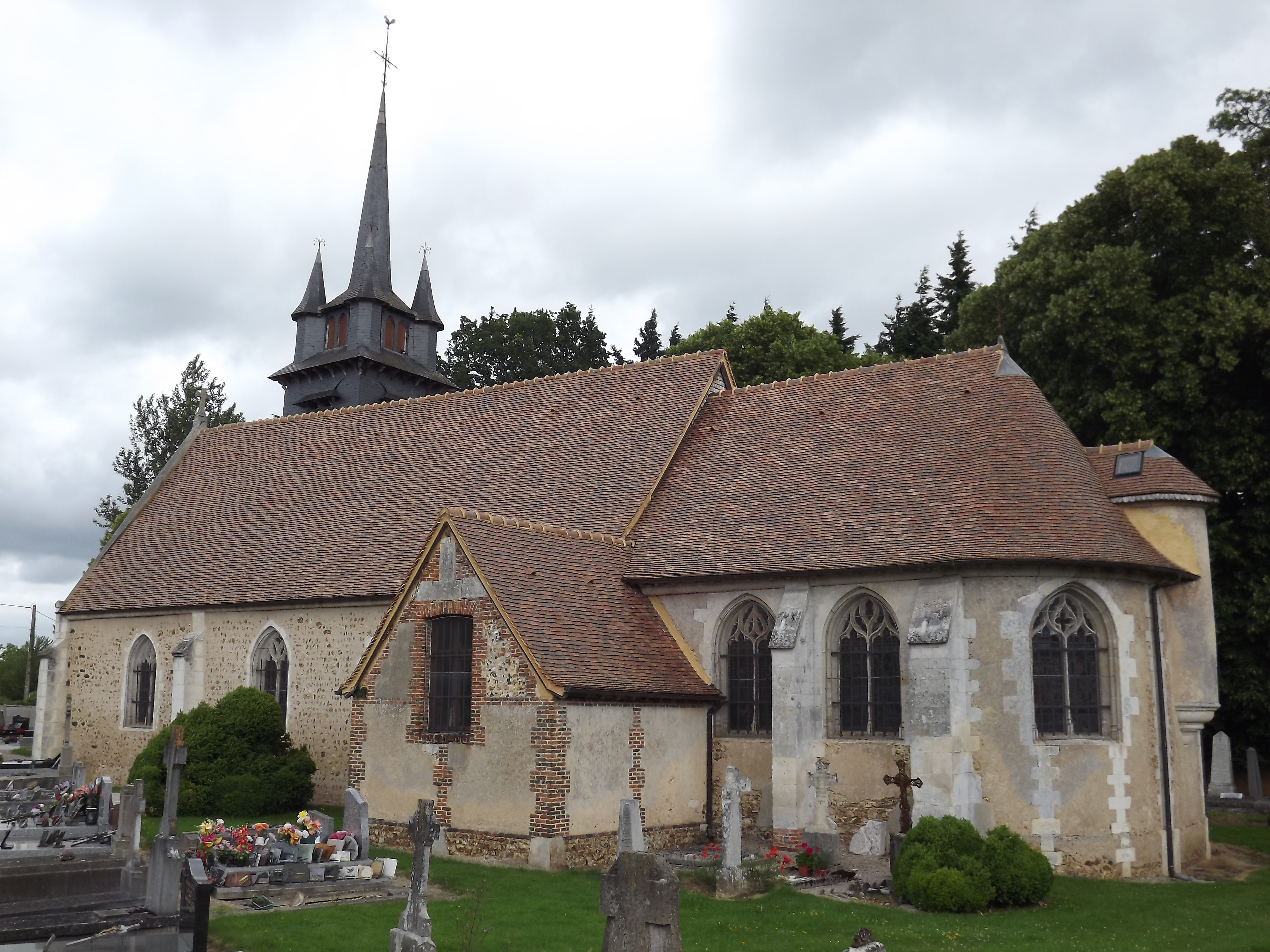
Kirche Saint-Pierre
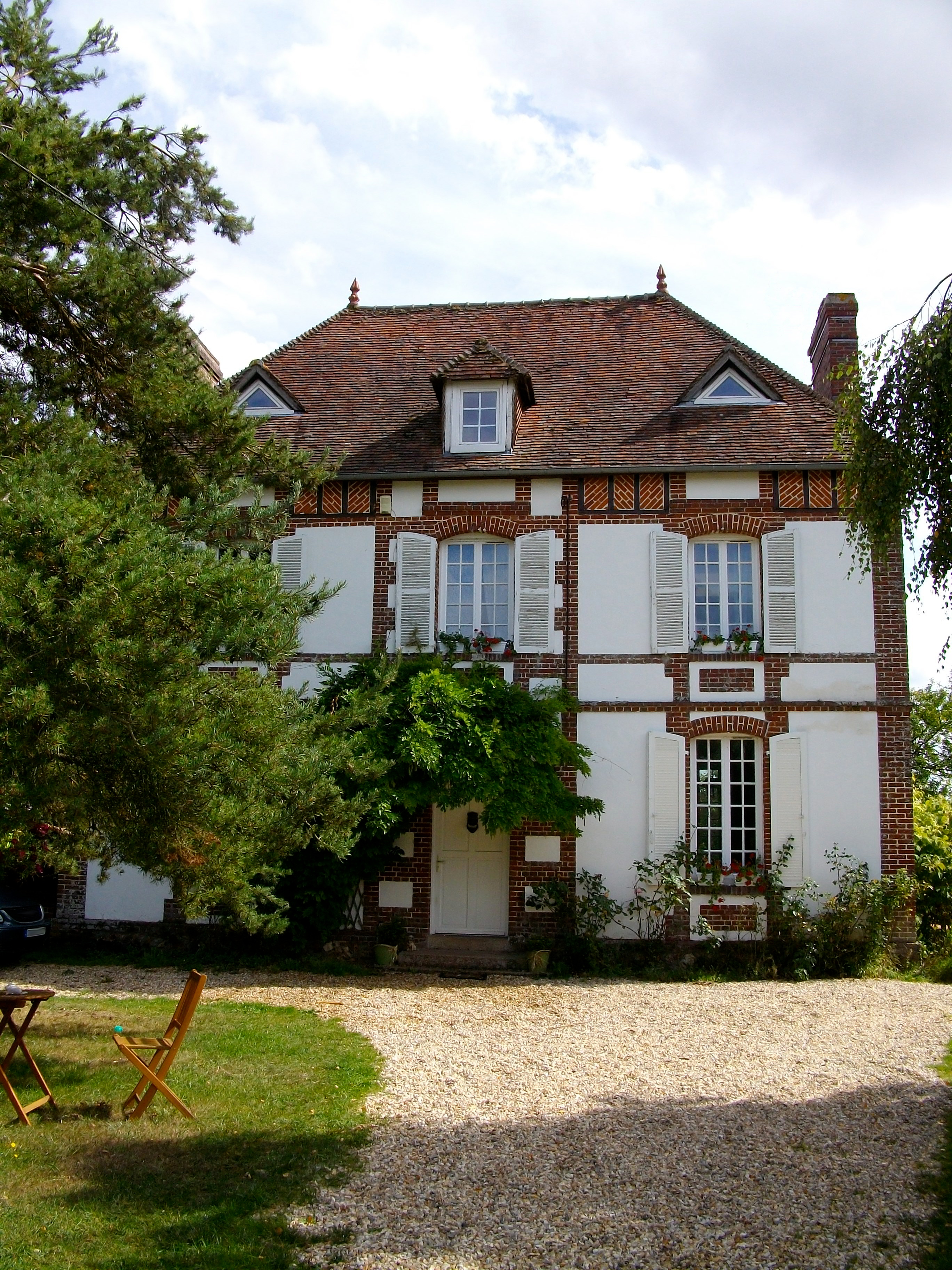
Pfarrhaus
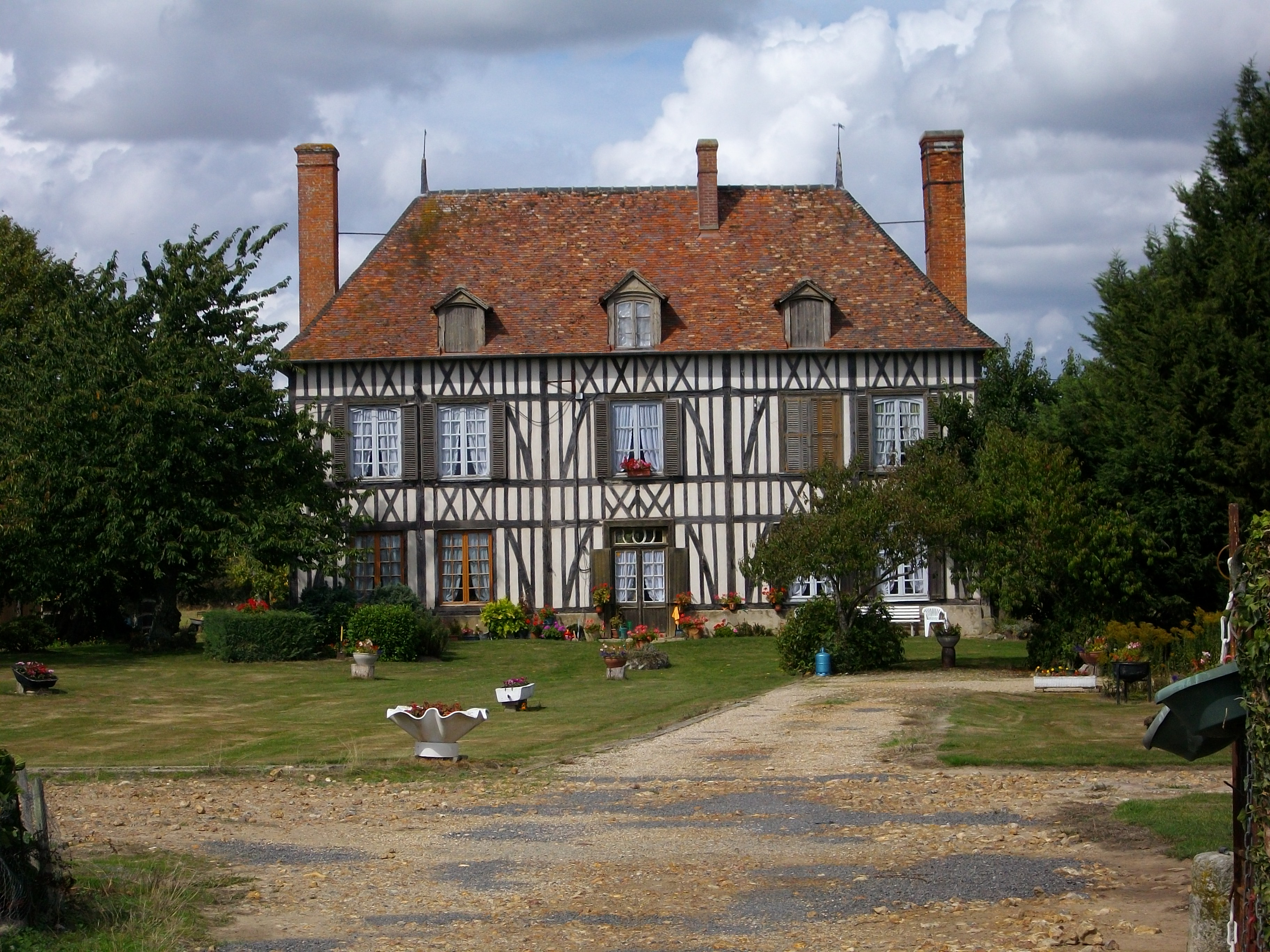
Haus „Rufaudière“
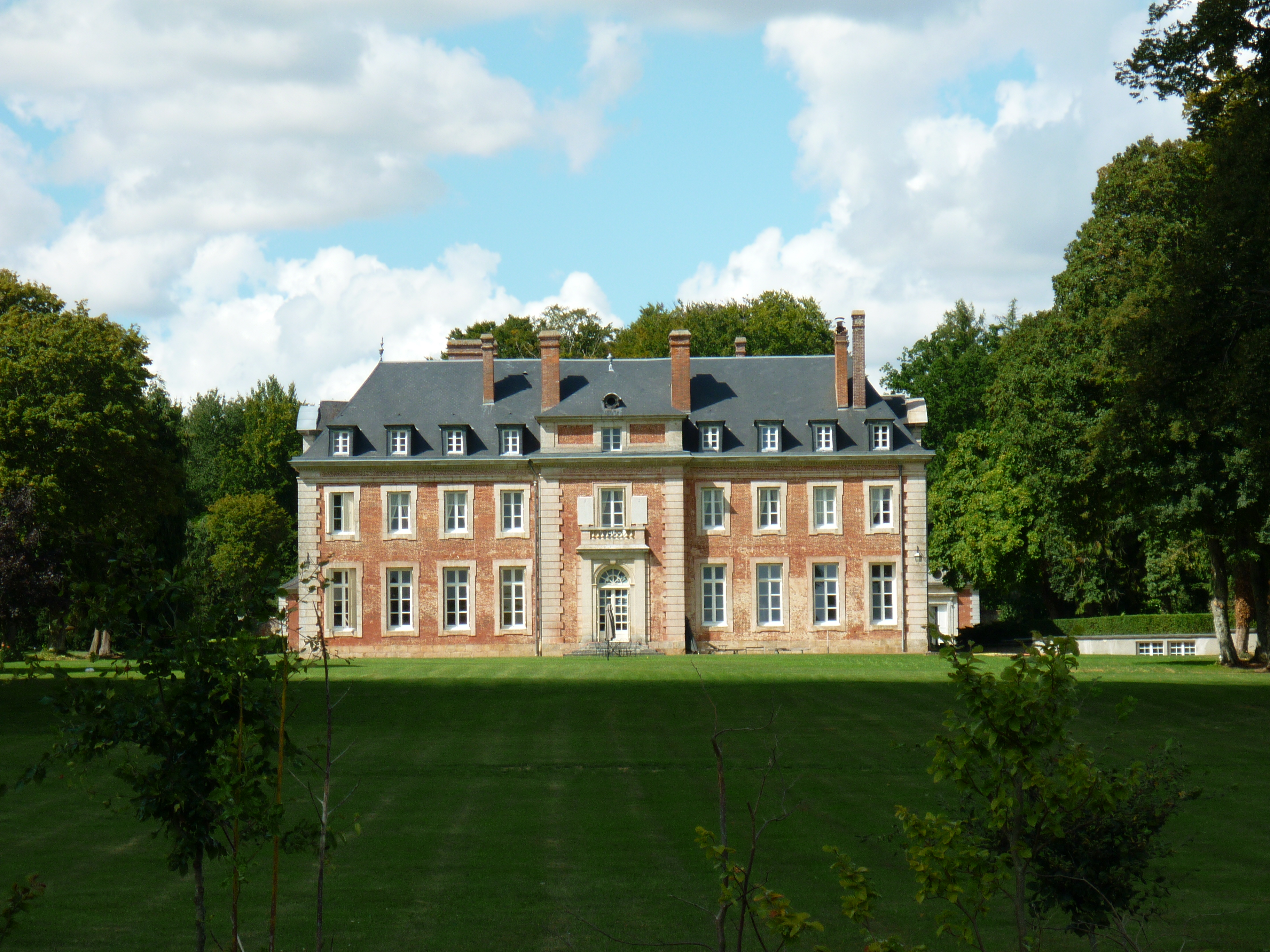
Schloss Liberge

- Kirche Saint-Pierre
- Pfarrhaus
- „Rufaudière“, Fachwerkhaus aus dem Jahr 1562
- Schloss Liberge

## Persönlichkeiten
- Guillaume Liberge de Granchain (1744–1805), Marineoffizier